# Adda (cantante)
Adda, pseudonimo di Ada Alexandra Moldovan (Târgu Mureș, 3 marzo 1992), è una cantante rumena.

## Biografia
Adda si è fatta conoscere col primo album in studio Artă, viață și iubire (2020), contenente il successo radiofonico Sâmbătă seara, una collaborazione con Smiley classificatasi alla 12ª posizione nella Romanian Top 100.
Il secondo LP Fata din diamant, candidato per il Romanian Music Award all'album dell'anno, è stato reso disponibile per il consumo a partire dalla prima metà del 2022.

## Discografia

### Album in studio
- 2020 – Artă, viață și iubire
- 2022 – Fata din diamant
- 2025 – Stările Addei. Vol. 4

### EP
- 2020 – CupidonAdda 2
- 2024 – Iartă-mă

### Singoli
- 2012 – Loverboy (feat. Pacha Man)
- 2013 – Seara tarziu
- 2013 – Party haos poc (feat. What's Up)
- 2013 – Iti arat ca pot
- 2014 – Sunt bine
- 2014 – Nu plange, Ana
- 2015 – Vin sec (feat. Shift)
- 2015 – Lupii
- 2016 – Draga ionima
- 2016 – Orasul adormit (feat. Ta-Ta)
- 2016 – Oglinda, oglinjoara
- 2016 – Sampania mea
- 2017 – Se vede pe fata ei
- 2017 – De dorul tau
- 2017 – Te aud (feat. Doc)
- 2017 – Floare delicata
- 2018 – Marea mea
- 2018 – Desculta
- 2018 – Linistea (feat. Keed)
- 2018 – Casa bantuita
- 2018 – Ma doare inima
- 2018 – Arde (feat. Killa Fonic)
- 2018 – Mamă soacra
- 2018 – De piatra
- 2019 – Te-as iubi
- 2019 – Gura lumii
- 2019 – Ce am cu tine
- 2019 – Cum doare o inima
- 2019 – A fost odată ca-n povesti
- 2019 – Rasarit
- 2019 – Plâng în hohote
- 2020 – Gradina
- 2020 – Daca
- 2020 – Lacrimi
- 2020 – Suntem femei
- 2020 – Fals
- 2020 – Stelele
- 2020 – Prieteni buni
- 2020 – Revedere
- 2020 – Iarta-ma
- 2020 – Pentru totdeauna
- 2020 – Multumesc
- 2020 – Sambata seara (feat. Smiley)
- 2020 – Nu mi-e frica
- 2020 – Pământul
- 2020 – De crăciun (con Andrada Precup)
- 2021 – Tramvaiul 23
- 2021 – Tramvaiul sfarsitului
- 2021 – Lasa-mă să mor (feat. Nosfe)
- 2021 – Să nu-mi iei trandafiri
- 2022 – Doctorii
- 2023 – Destin
- 2023 – Mi-a dat dumnezeu baiat
- 2023 – Suna-ma
- 2024 – Un om mai bun
- 2024 – Asa e dragostea
- 2024 – Un om mai bun
- 2024 – Valuri
- 2024 – Cenușăreaso
- 2024 – Anii mei
- 2024 – Tu, omule
- 2025 – Cine a pus femeia în drum (feat. ReMan)
- 2025 – Fată rea
- 2025 – Stelele
- 2025 – Hater (con Cabron)
- 2025 – Străine
- 2025 – Dau cu soare